# Shambhala (Königreich)
Shambhala (auch Shambala, Shamballa, tibetisch: བདེ་འབྱུང་; Wylie: bde 'byung, ausgesprochen De-dschung) ist im tibetischen Buddhismus ein legendäres Königreich, das  in Zentralasien verborgen ist. Es spielt besonders in der Tradition des Kalachakra eine Rolle.
Der buddhistische Shambhala-Mythos wurde in der westlichen Esoterik aufgegriffen und erweitert, zunächst vor allem von Helena Blavatsky, theosophischen und ariosophischen und ab den 1960er Jahren von okkultistischen und rechtsesoterischen Autoren sowie im Rahmen von Spekulationen zu okkulten Einflüssen auf den Nationalsozialismus. Dabei wurden ähnliche Konzepte wie das vom unterirdischen Reich Agartha in die Umformung einbezogen und zusammen mit Orten wie dem fiktiven verborgenen Paradies Shangri-La in der Populärkultur rezipiert.

## Shambhala in der buddhistischen Tradition
Im tibetischen Buddhismus beschreibt die Legende von Shambhala ein Königreich, das die Lehren des Buddhismus, insbesondere das Kalachakra, bewahrt, während die Welt von Barbaren, welche meist als Muslime identifiziert werden, überrannt wird. Nachdem diese gesiegt und den Dharma ausgelöscht haben, verlässt der 25. König von Shambhala, Raudra Chakrin, sein Reich mit einer buddhistischen Armee und vernichtet die Barbaren. Damit beginnt laut der Legende ein neues Zeitalter des reinen Buddhismus.
Eine eigene Schule des Shambhala-Buddhismus wurde von Chögyam Trungpa begründet. Er führte dazu die Traditionen des Kagyü und Nyingma aus dem tibetischen Buddhismus zusammen und verband sie mit seiner Shambhala-Philosophie, die er im Werk Shambhala: The Sacred Path of the warrior in den 1970er Jahren dargelegt hatte. Ziel war, vor allem für westliche Menschen einen einfachen Zugang zu den Lehren des tibetischen Buddhismus zu eröffnen.

## Shambhala in der westlichen Esoterik
Erstmals wurde Shambhala im Westen 1833 in einem englischen Artikel von Sándor Csoma erwähnt.
In der Rezeption durch Helena Petrovna Blavatsky wurde Shambhala zu einem real existierenden geografischen Ort und Sitz des Herrn der Welt, der in der Wüste Gobi lokalisiert wurde. Nach dem Untergang von Atlantis und Lemuria hätten sich Auserwählte der vierten Wurzelrasse dorthin gerettet, und es habe sich der Kern der fünften Wurzelrasse gebildet, mit der ersten Unterrasse der indischen Arier und der zur Zeit am höchsten entwickelten fünften Unterrasse der Weißen.
Diese Ideen wurden von Theosophen, anderen Autoren wie Ignaz Trebitsch-Lincoln und Jan van Rijckenborgh sowie bei rechtsesoterischen Autoren wie Miguel Serrano und Wilhelm Landig aufgegriffen und weiterentwickelt, außerdem bei Spekulationen zu okkulten Einflüssen auf den Nationalsozialismus  durch Gerald Suster, Louis Pauwels und Jacques Bergier sowie Trevor Ravenscroft.
Die Lehren der Adyar-Theosophie bezeichnen Shambala als Wohnort der weisen Meister der größten Bruderschaft spiritueller Adepten.
In seinem Buch Die Bruderschaft von Shamballah behauptet der Gründer des Lectorium Rosicrucianum, dass sich der Sitz der die Welterlösung leitenden Bruderschaft von Shamballa in Zentral-Asien (Wüste Gobi) befindet.
Dem Rechtsesoteriker Miguel Serrano zufolge sei Adolf Hitler ein Tantra-Meister aus dem Königreich Shamballah, wo er heute lebe. Nach dem Zweiten Weltkrieg sei der Eingang nach Shamballah zwischen Shigatse und Gyantse geschlossen und an den Südpol verlegt worden. Dort warte Hitler seitdem auf eine günstige Gelegenheit, um in einem Endzeitkrieg die Mächte der Finsternis zu besiegen um danach das „Vierte Reich“ zu errichten.
Im ersten Band einer von Wilhelm Landig verfassten, vorwiegend in rechtsextremen Kreisen rezipierten Romantrilogie über den Thule-Mythos berichtet ein tibetischer Abt namens Ngön-kyi Padma Dab-yang, von Shambala und Agartha als einander entgegengesetzten Quellen materieller und spiritueller Energien. Dabei ist Shambala Quelle der materiellen Energien des Pfades der linken Hand, eine Stadt der Macht und Kraft, die vom König der Furcht beherrscht werde. 
Den Gegenpol bildet die Stadt Agartha, Quelle der spirituellen Energie des Pfades der rechten Hand, ein inneres, unterirdisch gelegenes Reich der Kontemplation und des Geistes. In Agartha regiere der Herr und König der Welt, der zu einem vorbestimmten Zeitpunkt die Guten in einem Feldzug gegen die Bösen führen werde, um das Mongolische Reich zu errichten.
Gewisse Persönlichkeiten des Dritten Reichs hätten sich vollständig den destruktiven Kräften Shamballas unterstellt, und dadurch dessen Gesandten Stalin in die Hände gespielt. Landigs Quelle ist offenbar Le Matin des magiciens (1960) von Pauwels und Bergier.
In seinem verschwörungstheoretischen Bestseller Geheimgesellschaften und ihre Macht referiert Jan Udo Holey, besser bekannt als Jan van Helsing, einen angeblich von der Thule-Gesellschaft überlieferten Mythos, demzufolge Shambhala und Agartha nicht einander entgegengesetzte Kräfte, sondern Agartha ein unterirdisches Reich und Shambhala dessen Hauptstadt sei. Demnach hätte eine vorweltliche, vom Stern Aldebaran auf die Erde gekommene Superrasse von Ariern einen Kontinent namens Hyperborea bewohnt, der aber während der Eiszeit versunken sei. Diese hätten daraufhin mit ihrer überlegenen Technologie riesige Tunnelsysteme unter dem Himalaya gebohrt und dort das Reich „Agartha“ oder „Agarthi“ mit seiner Hauptstadt „Shamballah“ begründet.
Anschließend vermerkt Jan van Helsing, dass abweichend davon dem Geografen Karl Haushofer zufolge sich die vormaligen Bewohner von Thule/Atlantis/Hyperborea in zwei Gruppen gespalten hätten, nämlich die Guten, die sich nach ihrem Orakel „Agarthi“ nannten und unter dem Himalaya saßen, und deren Gegner, die „Shamballah“ genannten Vertreter des Bösen, die gen Westen zogen. Dieser Kampf zwischen Gut und Böse würde bis in Haushofers Gegenwart fortgeführt, wobei seinerzeit Thule-Gesellschaft und Drittes Reich das gute Agarthi und Freimaurer und Zionisten das böse Shamballah repräsentierten. Herrscher des unterirdischen Reiches sei der Rigden Iyepo, der König der Welt, an der Erdoberfläche durch den Dalai Lama vertreten.
Haushofer kommt hier ins Spiel, da er angeblich Hitler während seiner Haft in Landsberg kennen gelernt haben und ihn mit den Konzepten der Geopolitik und außerdem mit Bulwer-Lyttons Roman The Coming Race bekannt gemacht haben soll. In diesem Roman wird eine ganz ähnliche Geschichte entwickelt, nämlich die von einer ein unterirdisches Reich bewohnenden Superrasse, die mit Hilfe der sogenannten Vril-Kraft Geist und Materie beherrschten. Es ist nicht belegt, dass Haushofer irgendwelche esoterischen Hohlwelttheorien vertreten hätte.
Der Shambhala-Mythos wurde auch von Shōkō Asahara, dem Gründer und Führer von Ōmu Shinrikyō, einer auch als AUM-Sekte bekannten religiösen Gruppe, in seine Eschatologie integriert. Demnach sollte zunächst Japan, ausgehend von den sogenannten Lotus-Villages der Sekte, in ein Shambhala-Königreich umgewandelt werden und endlich sollte die ganze Welt zu Shambhala werden. Asahara stellte sich dabei als Verkörperung des endzeitlichen Königs von Shambhala dar, des Kriegerkönigs, der die Armeen von Shambhala in den apokalyptischen Krieg führt. In sehr kleinem Maßstab konnte die Sekte 1995 ein apokalyptisches Szenario durch den Giftgasanschlag in der Tokioter U-Bahn realisieren.
Als es den US-Truppen während des Afghanistankriegs nicht gelang, Osama bin Ladens habhaft zu werden, spekulierten 2002 amerikanische Esoteriker, er könnte sich in die unterirdische Welt von Shambhala zurückgezogen haben, deren Eingänge an verschiedenen Orten in Afghanistan und Pakistan lokalisiert wurden.

## Rezeption in der Populärkultur
- Im 1991 von Wolfgang Hohlbein veröffentlichten Roman Indiana Jones und das Schwert des Dschingis Khan handelt es sich bei Shambala um ein buddhistisches Kloster, das vollständig aus Eis errichtet wurde und in dem das Schwert des Dschingis Khan aufbewahrt wird.
- Im 1999 erschienenen Videospiel Indiana Jones und der Turm von Babel gelangt dieser nach Shambala, bei dem es sich um ein in Kasachstan im Tian-Shan-Gebirge liegendes Kloster handelt, wohin einer der Priester Marduks floh.
- Im Anime Fullmetal Alchemist – Der Film: Der Eroberer von Shamballa von 2005 versucht die Thule-Gesellschaft in diese Welt zu gelangen.
- Im 2009 veröffentlichten Videospiel Uncharted 2: Among Thieves sucht der Held Nathan Drake mithilfe eines Schlüsseldolches nach der sagenumwobenen Stadt Shambhala und findet sie schließlich, sie wird am Ende des Spieles durch Einwirken des Antagonisten zerstört.